# مارسل تیسراند
مارسل تیسراند (انگلیسی: Marcel Tisserand؛ زادهٔ ۱۰ ژانویهٔ ۱۹۹۳) بازیکن فوتبال اهل فرانسه است.
از باشگاه‌هایی که در آن بازی کرده‌است می‌توان به باشگاه فوتبال لانس، باشگاه فوتبال اینگولشتات ۰۴، باشگاه فوتبال وولفسبورگ، باشگاه فوتبال تولوز، و باشگاه فوتبال موناکو اشاره کرد.
وی همچنین در تیم‌های ملی فوتبال جمهوری کنگو، DR Congo national under-20 football team، و جمهوری کنگو بازی کرده‌است.